# 下野市
下野市（しもつけし）は、栃木県南部に位置する人口約6万人の市。宇都宮市への通勤率は13.3%、小山市への通勤率は11.1%（いずれも平成22年国勢調査）。関東大都市圏に属する。

## 地理

### 隣接する自治体
- 宇都宮市
- 小山市
- 栃木市
- 真岡市
- 下都賀郡：壬生町
- 河内郡：上三川町

### 人口
| |                                        |  |
| 下野市と全国の年齢別人口分布（2005年） | 下野市の年齢・男女別人口分布（2005年） |  |
| ■紫色 ― 下野市 ■緑色 ― 日本全国 | ■青色 ― 男性 ■赤色 ― 女性              |  |
| 下野市（に相当する地域）の人口の推移 \| 1970年（昭和45年） \| 36,471人 \| \| \| 1975年（昭和50年） \| 41,394人 \| \| \| 1980年（昭和55年） \| 43,641人 \| \| \| 1985年（昭和60年） \| 44,912人 \| \| \| 1990年（平成2年） \| 46,673人 \| \| \| 1995年（平成7年） \| 54,709人 \| \| \| 2000年（平成12年） \| 57,447人 \| \| \| 2005年（平成17年） \| 59,132人 \| \| \| 2010年（平成22年） \| 59,483人 \| \| \| 2015年（平成27年） \| 59,431人 \| \| \| 2020年（令和2年） \| 59,507人 \| \| |                                        |  |
| 総務省統計局 国勢調査より |                                        |  |
| 1970年（昭和45年） | 36,471人                               |  |
| 1975年（昭和50年） | 41,394人                               |  |
| 1980年（昭和55年） | 43,641人                               |  |
| 1985年（昭和60年） | 44,912人                               |  |
| 1990年（平成2年） | 46,673人                               |  |
| 1995年（平成7年） | 54,709人                               |  |
| 2000年（平成12年） | 57,447人                               |  |
| 2005年（平成17年） | 59,132人                               |  |
| 2010年（平成22年） | 59,483人                               |  |
| 2015年（平成27年） | 59,431人                               |  |
| 2020年（令和2年） | 59,507人                               |  |

## 歴史
- 2006年（平成18年）1月10日 - 河内郡南河内町と下都賀郡国分寺町、石橋町が合併し下野市発足。
- 2016年（平成28年）5月6日 - 新庁舎にて業務を開始。[2]。
- 2018年（平成30年）1月24日 - 公金詐取で同市役所総務部総務人事課職員を栃木県警が逮捕(後に懲戒免職)。約3500万円の回収がまだ行われていない。

## 行政

### 歴代市長
| 代 | 氏名     | 就任                      | 退任                      | 備考               |
| -- | -------- | ------------------------- | ------------------------- | ------------------ |
| 1  | 大垣隆   | 2006年（平成18年）2月12日 | 2006年（平成18年）6月26日 | 合併前の国分寺町長 |
| 2  | 広瀬寿雄 | 2006年（平成18年）8月6日  | 2022年（令和4年）8月5日   | 元栃木県議会議員   |
| 3  | 坂村哲也 | 2022年（令和4年）8月8日   | 現職                      | 前市議会議員       |

※ 2006年1月10日の新市発足から市長選挙までの間、旧南河内町長の宇賀持正紀が市長職務執行者を務めた。

### 広域行政
- 広域行政は小山市・野木町と共に行われている。市の南部に当たる国分寺（小金井）・南河内（自治医大）地区は小山都市圏である一方で、市北部の石橋地区は宇都宮都市圏に属しており、市街地が分散している。

### 警察
- 栃木県下野警察署（旧石橋警察署）

### 衆議院
- 任期 ： 2024年（令和6年）10月28日 - 2028年（令和9年）10月27日（「第50回衆議院議員総選挙」参照）

| 選挙区                                                  | 議員名   | 党派名     | 当選回数 | 備考   |
| ------------------------------------------------------- | -------- | ---------- | -------- | ------ |
| 栃木県第4区（下野市、小山市、真岡市、芳賀郡、下都賀郡） | 藤岡隆雄 | 立憲民主党 | 2        | 選挙区 |

## 経済

### 特産品
- かんぴょう
- ウコン
- ホウレン草
- タマネギ

### 工業
- 誠和本社(農業機器)
- タチエス栃木工場(自動車部品)
- デクセリアルズ本社・栃木事業所(電子部品)
- 丸大食品関東工場(食肉加工品、総菜）
- アサヒビールモルト小金井工場(酒原料、飲料)
- 一条工務店（建設)
- コニシボンド(接着剤）
- 帝国繊維下野工場(消防用設備、繊維)

### 金融
- 足利銀行
  - 小金井支店
  - 石橋支店
  - 南河内支店
  - 自治医大出張所（自治医大病院内）
- 栃木銀行
  - 石橋支店
  - 小金井支店
  - 自治医大駅前出張所
- 足利小山信用金庫
  - 石橋支店
  - 小金井支店
- 宇都宮農業協同組合（JAうつのみや）
  - 南河内支所
- 小山農業協同組合（JAおやま）
  - 下野支店

郵便局に関しては下で述べる。

## 姉妹都市
- ディーツヘルツタール市（ドイツ）

## 地域

### 下野市庁舎

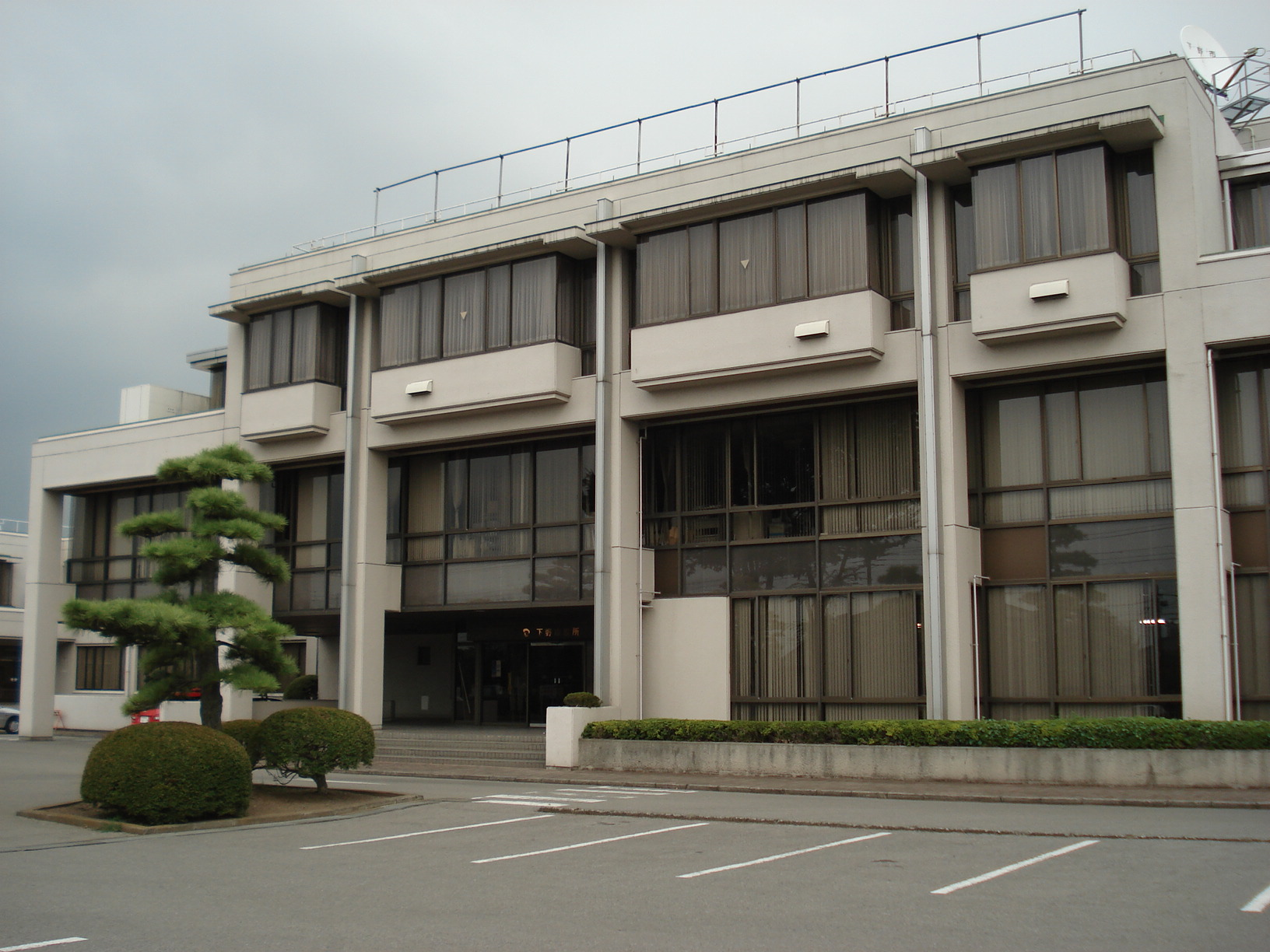
移転前の下野市役所国分寺庁舎

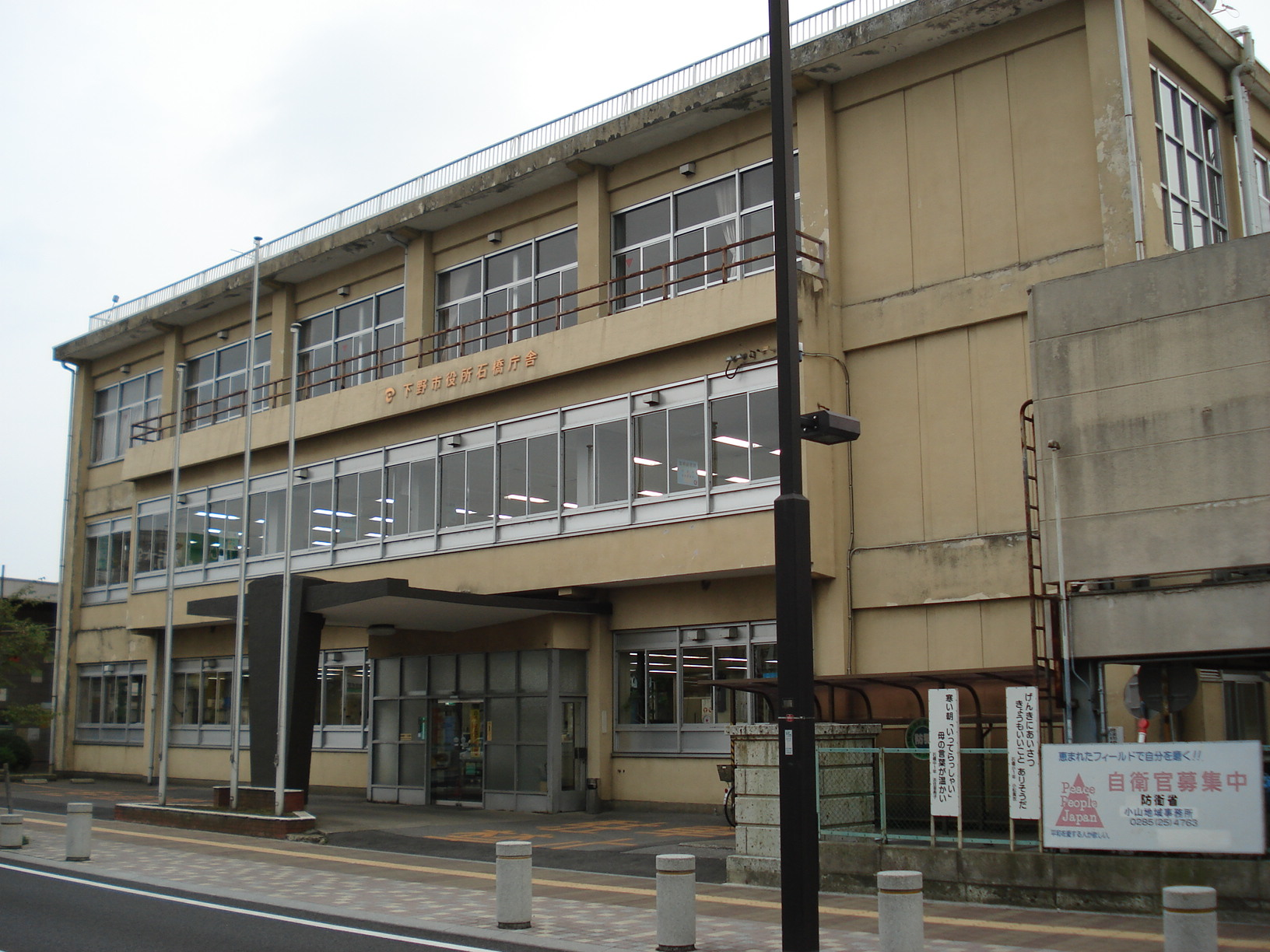
移転前の下野市役所石橋庁舎

下野市庁舎は合併直後は分庁方式で運営され、合併前の3町の各役場が庁舎として使用されていた。そのうち南河内庁舎は2011年3月に発生した東日本大震災によってひび割れの拡大などの被害を受け、2011年7月19日から南河内図書館2階などに移転し、通常の職務にあたっていたが、解体が決まった。
2016年5月6日市役所は、分庁方式で3か所に置かれていた庁舎を自治医大駅近くに建てられた新庁舎に統合された。その後石橋庁舎も2018年に解体が行われた。

### 町名一覧

#### 国分寺地区
- 医大前（いだいまえ）一 - 四丁目
- 駅東（えきひがし）一 - 七丁目
- 烏ヶ森（からすがもり）一 - 二丁目
- 川中子（かわなご）
- 小金井（こがねい）
- 小金井（こがねい）一 - 六丁目
- 国分寺（こくぶんじ）
- 笹原（ささはら）
- 柴（しば）
- 箕輪（みのわ）
- 紫（むらさき）

#### 南河内地区
- 磯部（いそべ）
- 上川島（かみかわしま）
- 上坪山（かみつぼやま）
- 上吉田（かみよしだ）
- 祇園（ぎおん）一 - 五丁目
- 絹板（きぬいた）
- 三王山（さんのうやま）
- 三本木（さんぼんぎ）
- 下坪山（しもつぼやま）
- 下文狹（しもふばさみ）
- 下吉田（しもよしだ）
- 田川（たがわ）
- 田中（たなか）
- 中川島（なかかわしま）
- 成田（なりた）
- 仁良川（にらがわ）
- 延島（のぶしま）
- 花田（はなだ）
- 東根（ひがしね）
- 別当河原（べつとうがわら）
- 町田（まちだ）
- 緑（みどり）一 - 六丁目
- 本吉田（もとよしだ）
- 薬師寺（やくしじ）
- 谷地賀（やじつか）

#### 石橋地区
- 石橋（いしばし）
- 大松山（おおまつやま）一丁目
- 上古山（かみこやま）
- 上台（かみだい）
- 上大領（かみだいりょう）
- 下石橋（しもいしばし）
- 下古山（しもこやま）
- 下古山（しもこやま）一 - 三丁目
- 下大領（しもだいりょう）
- 下長田（しもながた）
- 大光寺（だいこうじ）一 - 二丁目
- 中大領（なかだいりょう）
- 橋本（はしもと）
- 花の木（はなのき）一 - 三丁目
- 東前原（ひがしまえはら）
- 文教（ぶんきょう）一 - 三丁目
- 細谷（ほそや）

### 教育

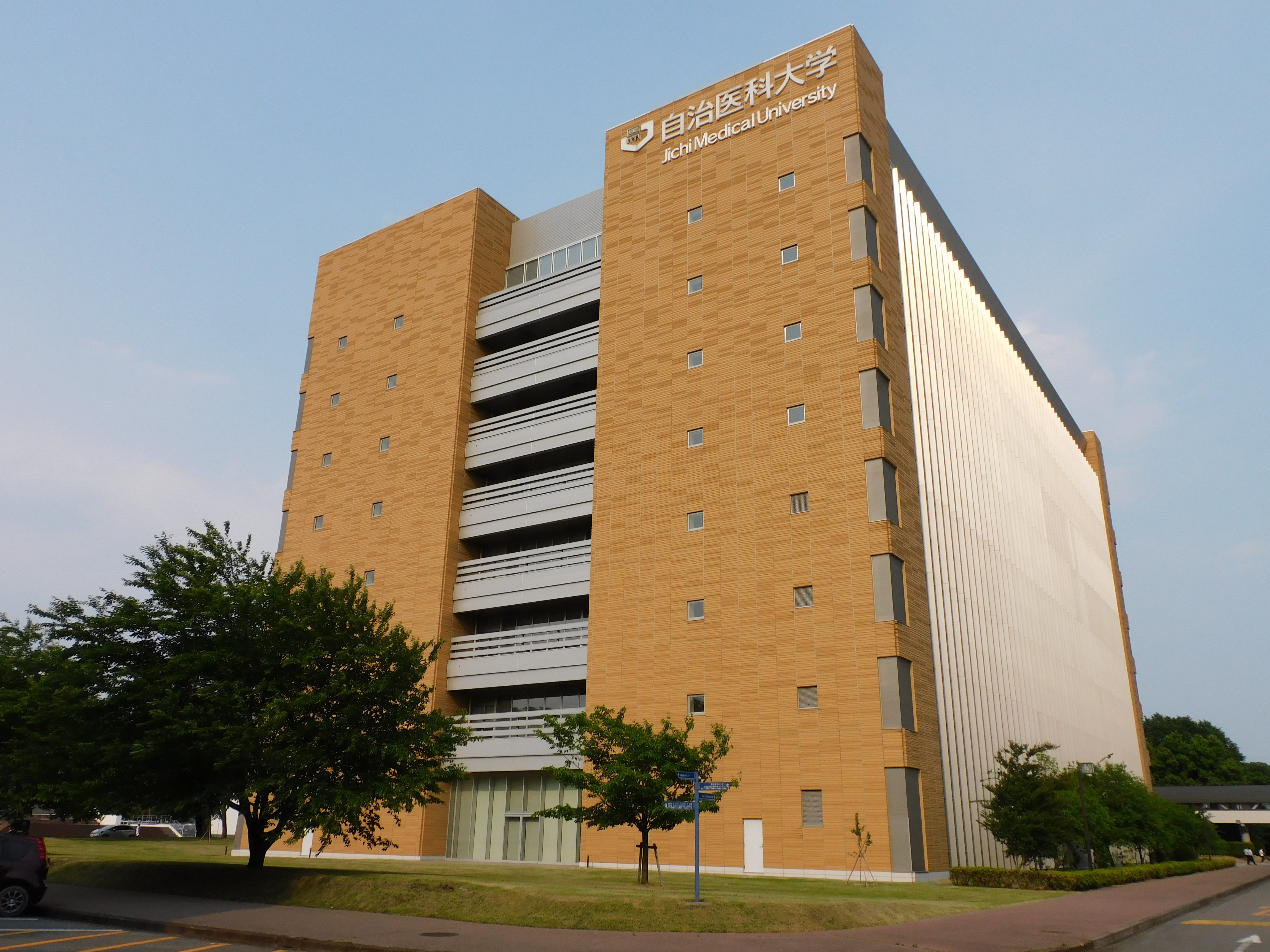
自治医科大学

#### 大学
- 自治医科大学

#### 高等学校
- 栃木県立石橋高等学校

#### 中学校
- 下野市立南河内小中学校
- 下野市立南河内第二中学校
- 下野市立石橋中学校
- 下野市立国分寺中学校

#### 小学校
- 下野市立緑小学校
- 下野市立祇園小学校
- 下野市立国分寺小学校
- 下野市立国分寺東小学校
- 下野市立石橋小学校
- 下野市立石橋北小学校
- 下野市立細谷小学校
- 下野市立古山小学校

#### 義務教育学校
- 下野市立南河内小中学校 - 吉田東小・吉田西小・薬師寺小・南河内中を統合し、2022年（令和4年）4月に開校[6]。

#### 特別支援学校
- 栃木県立国分寺特別支援学校

#### 図書館
- 下野市立図書館
  - 石橋図書館
  - 国分寺図書館
  - 南河内図書館

### 郵便

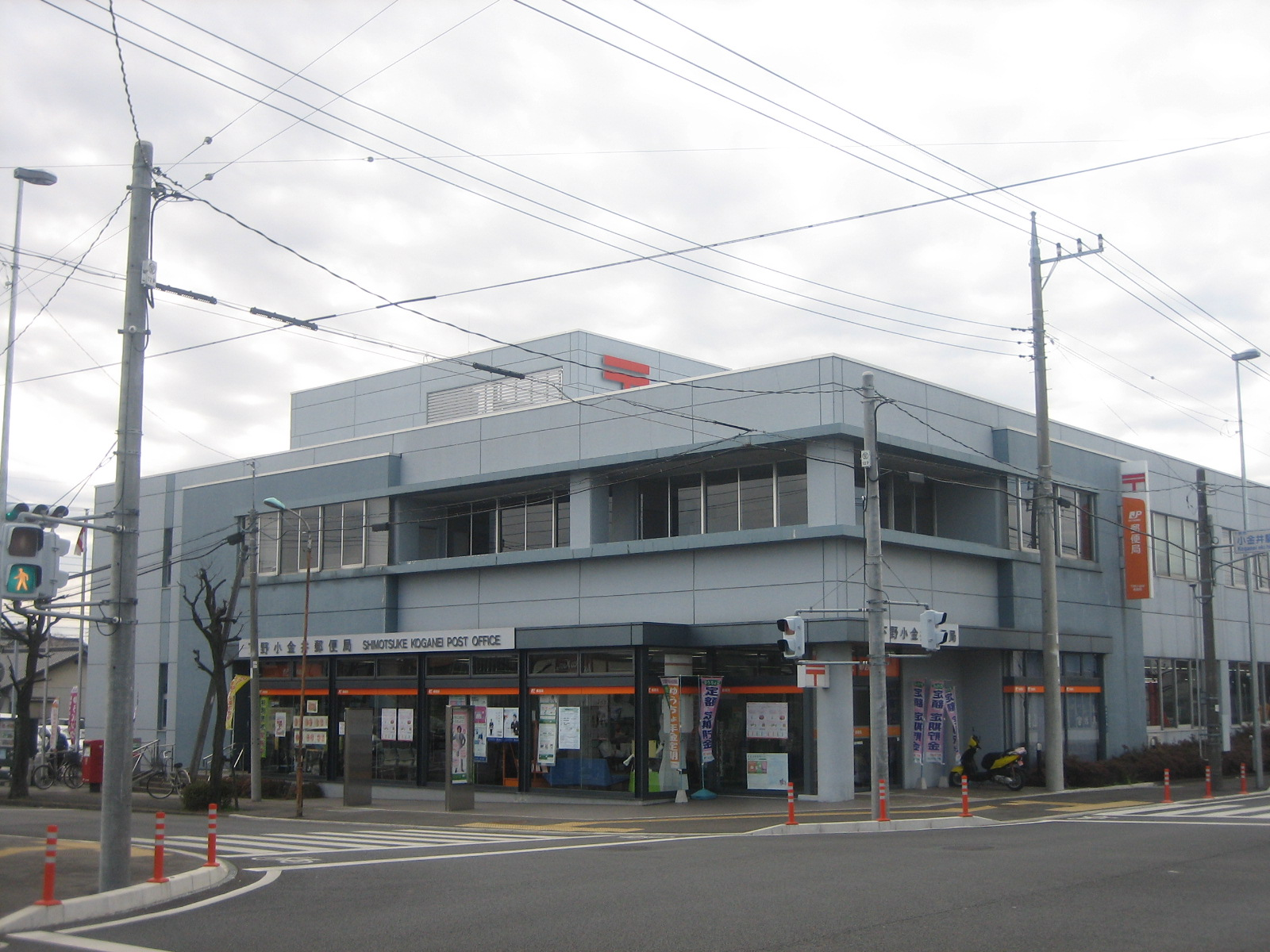
下野小金井郵便局（駅東6丁目）

郵便番号は以下が該当する。3集配局が集配を担当する。
- 下野小金井郵便局：「329-04xx」「323-01xx」[注釈 1]
- 石橋郵便局：「329-05xx」

#### 郵便局
- 石橋郵便局（07019）
- 下野小金井郵便局（07048）
- 薬師寺郵便局（07081）
- 吉田郵便局（07161）
- 石橋本町郵便局（07292）
- 自治医大駅前郵便局（07319）
- 仁良川簡易郵便局（07715）（2025年3月20日休止。2025年5月現在一時閉鎖中）
- 自治医科大学内簡易郵便局（07733）

### 電話番号
市内全域が小山MAの管轄となり、市外局番は「0285」。収容局は以下の3ビルが該当し、一部地域（後述）を除き市内局番は以下の通り。
- 栃木小金井局：40、43、44
- 薬師寺局：47、48
- 石橋局：51、52、53

下記地域は下野市外の収容局が管轄となる。
- 栃木小山局（小山MA）：国分寺の一部地域が該当。
- 延島局（小山MA）：絹板が該当。

### 住宅団地
- グリーンタウンしもつけ

## 交通

### 鉄道
東日本旅客鉄道（JR東日本）
 宇都宮線（東北本線）・■上野東京ライン・ 湘南新宿ライン
- - 小金井駅 - 自治医大駅 - 石橋駅 -

2016年より市役所最寄駅は自治医大駅となっている。

### バス
- 関東自動車：市内に小山営業所石橋車庫が設置されている。宇都宮市および上三川町・真岡市方面へ連絡する下記系統が運行される。括弧内は下野市外の区間。
  - （JR宇都宮駅 - 台新田 - 雀宮駅入口 - 雀宮陸上自衛隊前） - 上古山入口 - 石橋駅
  - 石橋駅 - 旭町 - （下蒲生 - 上三川車庫 - 上大沼 - 真岡車庫）
  - 自治医大駅‐自治医大附属病院
- おーバス（小山市コミュニティバス）：小金井駅を発着する羽川線のみが乗り入れる。括弧内は下野市外の区間。
  - 羽川線：（小山駅西口 - 喜沢南 - 扶桑団地 - 羽川上） - 川東 - 小金井駅西口
- デマンドバスおでかけ号
- 2019年10月1日から、石橋駅を基点に当市・上三川町・壬生町広域連携バス「ゆうがおバス」の実証運行が開始された[7]。運行受託は関東自動車[8][9]。

### 道路
- 一般国道
  - 国道4号
  - 新4号国道（国道4号バイパス）
  - 国道352号
- 県道（主要地方道）
  - 栃木県道18号小山壬生線
  - 栃木県道35号宇都宮結城線
  - 栃木県道44号栃木二宮線
  - 栃木県道65号鹿沼下野線（文教通り・入野谷通り・小金井西通り）
  - 栃木県道71号羽生田上蒲生線

この他市内を通過する北関東自動車道の壬生インターチェンジ - 宇都宮上三川インターチェンジ間に、下野スマートインターチェンジ（仮称）が設置整備中である。

## 名所・旧跡・観光スポット・祭事・催事
- 下野薬師寺跡
- 下野国分寺跡
- 下野国分尼寺跡
- 下野薬師寺道鏡塚
- 華蔵寺（下野大師）
- 東根供養塔
- 児山城
- グリムの森
- 石橋あやめ園
- 天平の花祭り（春季）
- 古山のかかし祭り
- 甲塚古墳 (下野市)
- 小金井一里塚
- 道の駅しもつけ

## 出身著名人

### 政治家
- 小平重吉 - 旧石橋町出身。
- 小平久雄 - 旧石橋町出身。
- 亀岡偉民 - 旧国分寺町出身。

### 文化
- 板倉雄一（漫画家）。
- 佐藤功一（建築家）。

### 放送・芸能
- ザ・たっち（お笑い芸人） - 旧石橋町出身。
- 熊谷知花（女優、タレント）
- 近藤洋一（歌手：サンボマスター）
- 小宮有紗（女優、声優）[12][13][14]

### スポーツ選手
- 落合英二（元プロ野球選手・中日ドラゴンズ） - 旧石橋町出身。元千葉ロッテマリーンズ1軍投手コーチ。
- 髙藤直寿 - (柔道選手・世界ジュニア60kg級チャンピオン)  国分寺小学校出身。
- 雨澤毅明 - （元プロロードレース選手・宇都宮ブリッツェン等に所属）祇園小学校出身。
- 田中和樹 - (サッカー選手・ジェフユナイテッド市原・千葉所属)
- 羽南・吏南・妃南 - 姉妹女子プロレスラー。スターダム所属。

## マスコットキャラクター
カンピくん
下野市の公式キャラクターで、道の駅しもつけのイメージキャラクターとして誕生。特産品のかんぴょうの原料である瓢をモチーフとしている。